# 金生水沼沢植物群落

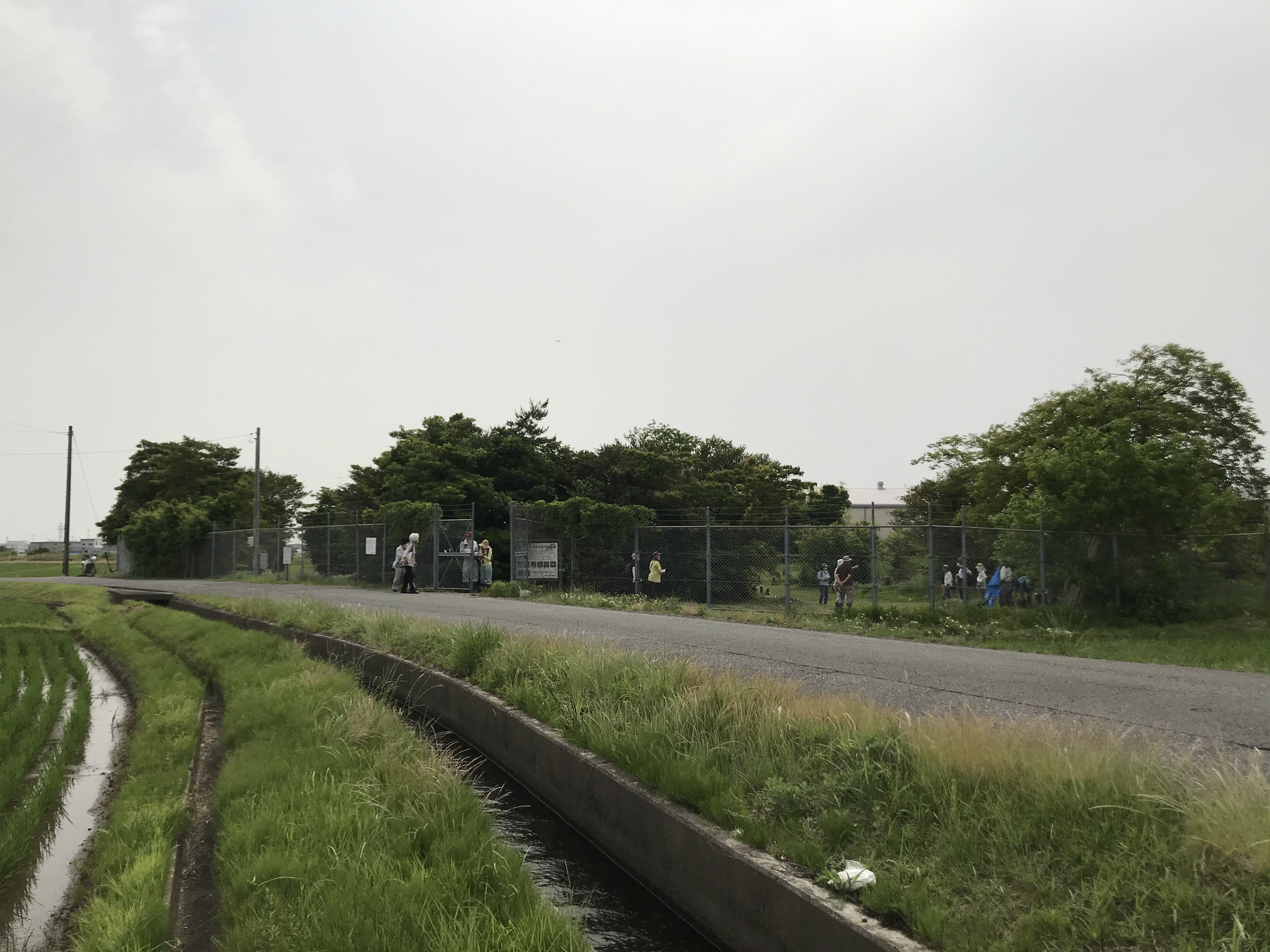
前面から入口を望む

金生水沼沢植物群落（かなしょうずしょうたくしょくぶつぐんらく）とは、三重県鈴鹿市にある約7,700㎡の湿地帯で、特殊な湿性植物群落として国指定の天然記念物となっている。

## 位置
金生水沼沢植物群落は、三重県鈴鹿市の中央部、地子町字金生水、西條町字猿楽田に位置する。北には、標高10ｍの平野が開け、水田として利用され、南には平野より数ｍ高い台地が東西に発達し、かつては畑作地であったが近年は住宅・工業地帯として開発が進
んでいる。沼沢地は、このような丘陵部と平野部が交接するところに位置し低湿地帯を形成している。

## 特徴
この低湿地一帯には沼沢植物群が存在し、その種類は豊富で昭和5年当時の調査資料によれば400種類の植物が群生していた。その特色として暖地性植物と寒地性植物の限界地であり、湖沼の植物や水草、コケ類などの湿地性・乾地性植物が混在していることである。そこで、それらの保護のため、昭和12年4月17日に国の天然記念物に指定された。

## 観察できる植物等

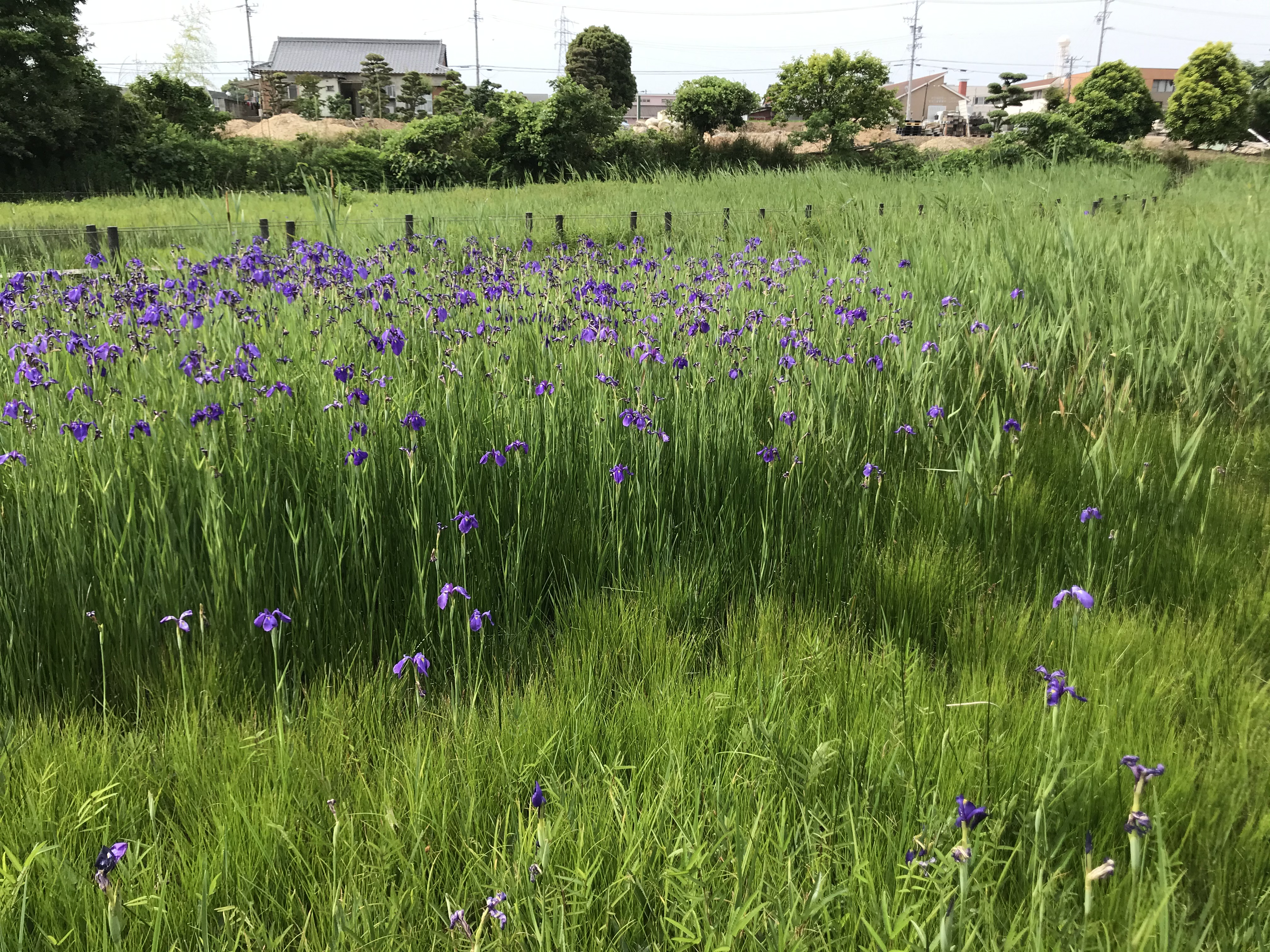
ノハナショウブ　2020.6.6撮影

- ノハナショウブ　6月中旬-下旬
- トウカイコモウセンゴケ　6月-9月
- ノカンゾウ　7月上旬-8月中旬
- ミミカキグサ　7月-8月
- ナガボノワレモコウ　7月下旬-10月上旬
- サギソウ　8月
- ミズギボウシ　9月中旬-下旬
- ホソバリンドウ　10月

## 保護活動
住宅・工場等の立地、圃場整備によって、周辺の環境は大きく変化していき、指定地内の乾燥化が急激に進み、湿性植物が著しく減少しました。そのため鈴鹿市では、平成17年に給水用の井戸を掘削し、給水により沼沢内の湿潤化を図っています。